# 吹雪 (曲)
「吹雪」（ふぶき）は、西沢幸奏の楽曲。minatokuが作詞、Hige Driverが作曲を手掛けた。西沢の1枚目のシングルとして2015年2月18日にFlyingDogから発売された。

## 概要
西沢幸奏のデビューシングル。
表題曲「吹雪」は、テレビアニメ『艦隊これくしょん -艦これ-』のエンディングテーマに起用された。ジャケットイラストには吹雪が描かれており、歌詞中に白雪・初雪・深雪・叢雲・磯波も登場する。この6艦はアニメ放送時点で艦これゲーム実装済みした吹雪型全員である。
AKINO from bless4のオープニングテーマ『海色』と同時発売された。ゲームにもアニメ放送中に行われたイベント『迎撃!トラック泊地強襲』にて、第1・第2海域のボス戦BGMとして使用された。

## チャート成績
オリコンデイリーランキングでは、2月17日付で7位、2月22日付で3位にランクインした。
3月2日付のオリコン週間ランキングでは初動2.8万枚を売り上げ週間6位にランクインした。さらに『海色』が5位にランクインし、艦これの主題歌が2作同時TOP10入りを果たした。
ビルボードのHot Animationでも2位を獲得。1位の『海色』と共に艦これ主題歌が週間ワンツーフィニッシュを獲得した。また、HOT 100でも3位を獲得した。

## 収録曲
CD
1. 吹雪
作詞：minatoku、作曲：Hige Driver、編曲：WEST GROUND/斎藤悠弥
テレビアニメ『艦隊これくしょん -艦これ-』エンディングテーマ
2. Meaning
作詞：Micco、作曲：田中潤也、編曲：N@oki
3. 吹雪 （instrumental）
4. Meaning （instrumental）

## カバー
- 吹雪（上坂すみれ）（アルバム『艦隊これくしょん -艦これ- 艦娘乃歌 Vol.2』に収録）
- ナノ（アルバム『FlyingDog × C2機関【KanColle Memorial Compilation】』に収録）